# Titanattus euryphaessa
Titanattus euryphaessa es una especie de araña saltarina del género Titanattus, familia Salticidae. Fue descrita científicamente por Bustamante & Ruiz en 2017.
Habita en Brasil y Ecuador.